# Johann Joseph Bohrer
Johann Joseph Bohrer (* 22. August 1826 in Laufen; † 15. April 1902 in Solothurn) war ein Schweizer römisch-katholischer Geistlicher.

## Leben

### Werdegang
Johann Joseph Bohrer war der Sohn des Schneiders Joseph Bohrer und dessen Ehefrau Maria Anna (geb. Schmidlin).
Sein Vetter war der spätere Kirchenhistoriker Ludwig Rochus Schmidlin, den er für den geistlichen Stand gewinnen konnte.
Er besuchte anfangs die Primar- und Sekundarschule in Laufen und hatte gleichzeitig privaten Griechisch- und Lateinunterricht beim späteren Basler Bischof Friedrich Fiala; später besuchte er noch die Höhere Lehr- und Erziehungsanstalt des Kantons Solothurn (heute Kantonsschule Solothurn) in Solothurn.
Er immatrikulierte sich zu einem Theologiestudium an der Universität Tübingen, das er an der Universität Freiburg und am Priesterseminar in Solothurn fortsetzte, das aus der Jesuitenkirche Solothurn hervorgegangen war.
1851 erhielt er die Priesterweihe und hielt am 6. Januar 1852 seine erste Heilige Messe in Herbetswil, deren Pfarrer Friedrich Fiala war.
Er wurde 1853 Vikar in der katholischen Diasporagemeinde in Schaffhausen. Von 1857 bis 1885 war er Pfarrer in der katholischen Genossenschaft in Schaffhausen; in dieser Zeit nahm er 1859 an der 11. Generalversammlung der katholischen Vereine in Freiburg im Breisgau teil. Nach seinem Weggang wurde Johann Franz Weber (1851–1929) sein Nachfolger.
Von 1885 bis 1888 wirkte er in Basel als bischöflicher Kanzler unter Bischof Friedrich Fiala und von 1888 bis zu seinem Tod unter Bischof Leonhard Haas; in dieser Zeit wurde er 1891 Apostolischer Notar und 1895 Kaplan, dazu war er seit 1897 Kuratkaplan des Pfrundhauses St. Katharinen in Solothurn. 1898 wurde er zum Domherrn des Bistums Basel-Lugano ernannt.

### Berufliches Wirken
Während der Zeit des Kulturkampfes in der Schweiz hatte Johann Joseph Bohrer in öffentlicher Versammlung erklärt, dass er mit der römischen Kirche brechen müsse, da sein Gewissen es ihm nicht erlaube, an die päpstliche Unfehlbarkeit zu glauben, die Jungfrau Maria abergläubisch zu verehren oder die Wundergeschichten von Lourdes mitzumachen. Im Herbst 1876 wurde er von einem Teil seiner Pfarrei, die zu den Freisinnigen gehörten, dazu gedrängt, die Kirchgenossenschaft aus der römischen Kirche zu lösen und in eine Kirchgemeinde zu wandeln, die sich der neuen christkatholischen Kirche des Augustin Keller anschliessen könne. Am 15. Oktober 1876 beschloss jedoch die Kirchgenossenschaft in einer Versammlung eine Kirchgenossenschaft zu bleiben und den römisch-katholischen Glauben zu behalten; hierbei gab Johann Joseph Bohrer eine schriftliche Erklärung ab, in der er sich für den Anschluss an das schweizerische Nationalbistum aussprach. Einige Tage später erkannte er aus eigenem Entschluss, dass er damit seine Gemeinde nicht vereinen, sondern nur spalten würde, und erklärte darauf, dass die Kirchgenossenschaft mit der römisch-katholischen Kirche als freie katholische Genossenschaft Schaffhausen-Neuhausen vereint bleiben wolle; sein Stiftspropst Friedrich Fiala in Solothurn gab hierzu an, er habe an dieser Entscheidung keinen Anteil gehabt.
Johann Joseph Bohrer nahm 1883 an der Grundsteinlegung der katholischen Kirche Santa Maria in Schaffhausen sowie 1885 an der Einweihung der Kirche teil.
Als es 1888 zu einer Reform der katholischen Kirchenmusik (siehe Cäcilianismus) kam, setzte er sich, gemeinsam mit seinem Bischof, für diese ein.
Johann Joseph Bohrer war der Begründer zahlreicher katholischer Vereine.

## Mitgliedschaften
- Johann Joseph Bohrer wurde 1857 als Mitglied in die Geschichtsforschende Gesellschaft der Schweiz (heute Schweizerische Gesellschaft für Geschichte) aufgenommen.[17]
- Er war Aktuar der Schweizerischen Gemeinnützigen Gesellschaft.[18]

## Ehrungen und Auszeichnungen
Die Gemeinde Herbetswil ernannte Johann Joseph Bohrer zu ihrem Ehrenbürger.